# Кубинска война за независимост
Кубинската война за независимост (на испански: Guerra de Independencia cubana), водена от 1895 до 1898 г. е последната от трите освободителни войни, които Куба води срещу Испания.
Последните три месеца от конфликта ескалират в Испанско-американска война, като силите на Съединените щати са разположени в Куба, Пуерто Рико и Филипините срещу Испания.

## Прелюдия
През годините 1879 – 1888 г. на така нареченото „Наградно примирие“, продължило 17 години от края на Десетгодишната война през 1878 г., настъпват фундаментални социални промени в кубинското общество. С премахването на робството през октомври 1886 г. освободените се присъединяват към фермерите и градската работническа класа. Икономиката вече не може да се поддържа с промените; след което много богати кубинци губят собствеността си и стават част от градската средна класа. Броят на захарните мелници намалява и ефективността се увеличава: само компаниите и най-мощните собственици на плантации остават в бизнеса, последвани от Централния съвет на занаятчиите през 1879 г. и много други из целия остров. След второто си депортиране в Испания през 1878 г. Хосе Марти се мести в Съединените щати през 1881 г. Там той мобилизира подкрепата на кубинската изгнаническа общност, особено в Ибор Сити (област Тампа) и Кий Уест, Флорида. Целта му е революция, за да постигне независимост от Испания. Марти лобира срещу анексирането на Куба от САЩ, което е желано от някои политици както в САЩ, така и в Куба.
След обсъждания с патриотични клубове в Съединените щати, Антилските острови и Латинска Америка, "El Partido Revolucionario Cubano" (Кубинската революционна партия) е в състояние на застой и е засегната от нарастващ страх, че правителството на САЩ ще се опита да анексира Куба преди революцията да освободи острова от Испания. Нова тенденция на агресивно „влияние“ на САЩ е изразена от предположението на държавния секретар Джеймс Г. Блейн, че цяла Централна и Южна Америка един ден ще паднат под властта на САЩ:
„Този богат остров“, пише Блейн на 1 декември 1881 г., „ключът към Мексиканския залив е макар и в ръцете на Испания, част от американската търговска система... Ако някога престане да бъде испанска, Куба трябва да непременно да станат американци и да не попадат под никакво друго европейско господство“.
Визията на Блейн не позволява съществуването на независима Куба. „Марти забелязва с тревога движението за анексиране на Хавай, разглеждайки го като установяване на модел за Куба...“

## Войната
На 25 декември 1894 г. три кораба – „Lagonda“, „Almadis“ и „Baracoa“ отплават за Куба от Фернандина Бийч, Флорида, натоварени с войници и оръжия. Два от корабите са конфискувани от американските власти в началото на януари. Без да бъде разубеден на 25 март Марти представя Манифеста на Монтекристи, който очертава политиката на войната за независимост на Куба:
- Войната трябва да се води както от черни, така и от бели;
- Участието на всички чернокожи е решаващо за победата;
- Испанците, които не се противопоставят на войната трябва да бъдат пощадени;
- Не трябва да се засягат частни селски имоти;
- Революцията трябва да донесе нов икономически живот на Куба.

Въстанието започва на 24 февруари 1895 г. из целия остров. В Ориенте най-големите бунтове са в Сантяго де Куба, Гуантанамо, Хигуани, Ел Кобре, Ел Каней и Алто Сонго. Въстанията в централната част на острова като Ибара, Хагуей Гранде и Агуада, страдат от лоша координация и се провалят; водачите са заловени, депортирани или екзекутирани. В провинция Хавана бунтът е разкрит преди да започне, а водачите му са задържани. Бунтовниците на запад в Пинар дел Рио трябва да изчакат.
На 1 и 11 април 1895 г. главните бунтовнически лидери започват две експедиции в Ориенте: генерал-майор Антонио Масео заедно с 22-ма революционери близо до Баракоа и Хосе Марти, Максимо Гомес и 4 други в Плаитас. Испанските сили в Куба наброяват около 80 000 души, от които 20 000 са редовни войски и 60 000 са испански и кубински доброволчески милиции. Последните са местна армия, която се грижи за повечето от задълженията на „охраната и полицията“ на острова. Богатите земевладелци пращат „доброволно“ от своите роби да служат в тази сила, която е под местен контрол като милиция, а не под официално военно командване. До декември Испания изпраща 98 412 редовни войници на острова, а колониалното правителство увеличава доброволческия корпус до 63 000 души. До края на 1897 г. на острова има 240 000 редовни и 60 000 нередовни войници. Революционерите са многократно превъзхождани.
Те често са наричани мамбизи. Произходът на този термин е спорен. Някои предполагат, че може да произхожда от името на офицер Хуан Етниний Мамби, който ръководи бунтовниците в борбата за независимост на Доминиканците през 1844 г. Други, като кубинския антрополог Фернандо Ортис твърдят, че има произход от банту, особено от киконго от думата „мби“, което носи отрицателни конотации, включително „разбойник“. Във всеки случай думата изглежда първо е използвана като обида, която кубинските бунтовници възприемат с гордост.
От началото на въстанието мамбизите са затруднени от липсата на оръжие. Притежаването на оръжие от физически лица е забранено след Десетгодишната война. Те компенсират чрез използване на партизанска война, основана на бързи нападения и укриване в гората, елемента на изненада и използване на мачете срещу редовни войски. Те придобиват повечето от оръжията и амунициите си при набези срещу испанците. Между 11 юни 1895 г. и 30 ноември 1897 г. от 60 опита да се докарат оръжия и провизии на революционерите извън страната, само един успява. 28 кораба са прихванати на територията на САЩ; пет прихванати в морето от американския флот и четири от испанския флот; две са разбити, а един е върнат обратно в пристанището от бурята, съдбата на друг е неизвестна.
Марти е убит скоро след дебаркирането на 19 май 1895 г. при Дос Риос, но Максимо Гомес и Антонио Масео продължават да се бият, пренасяйки войната във всички части на Ориенте. До края на юни цял Камагуей е във войната. Въз основа на нови изследвания в кубински източници, историкът Джон Лорънс Тоун посочва, че Гомес и Масео са първите, които принуждават цивилните сили да избират страна. „Или се местят в източната част на острова, където кубинците контролираха планинския терен, или ще бъдат обвинени в подкрепа на испанците и подложени на незабавен съд и екзекуция.“ Продължавайки на запад, те се присъединяват към ветерани от Десетгодишната война, като полския интернационалист генерал Карлос Ролоф и Серафин Санчес в Лас Вилас, които донасят оръжия, хора и опит в арсенала на революционерите.
В средата на септември представители на петте корпуса на Освободителната армия се събират в Химагуай, Камагуей, за да одобрят „Конституцията на Химагуай“. Те създават централно правителство, което групира изпълнителната и законодателната власт в едно образувание, наречено „Правителствен съвет“, оглавявано от Салвадор Сиснерос и Бартоломе Масо. След известно време на консолидация в трите източни провинции, освободителните армии се насочват към Камагуей и след това към Матансас, надхитряйки и мамейки испанската армия няколко пъти. Те побеждават испанския генерал Арсенио Мартинес Кампос, който печели победа в Десетгодишната война и убиват неговия най-доверен генерал при Пералехо.
Кампос изпробва стратегията, която е използвал в Десетгодишната война, изграждайки широк пояс през острова, наречен троча, около 80 km дължина и 200 m широчина. Тази отбранителна линия трябва да ограничи бунтовническите дейности до източните провинции. Поясът е развит по протежение на железопътна линия от Хукаро на юг до Морон на север. Кампос изгражда укрепления по тази железопътна линия на различни места и на интервали, 12 метра стълбове и 400 метра бодлива тел. Освен това капани са поставени на места, които най-вероятно ще бъдат атакувани.
Бунтовниците вярват, че трябва да пренесат войната в западните провинции Матансас, Хавана и Пинар дел Рио, където е правителството и богатството на острова. Десетгодишната война се проваля, защото е ограничена до източните провинции. Революционерите организират кавалерийска кампания, която преодолява троча и нахлува във всяка провинция. Заобикаляйки всички по-големи и добре укрепени градове, те пристигат в най-западния край на острова на 22 януари 1896 г. точно три месеца след нахлуването близо до Барагуа.
Кампос е заменен от генерал Валериано Вайлер. Той реагира на успехите на бунтовниците чрез въвеждане на терор: периодични екзекуции, масово изгнание на жители, принудително съсредоточаване на жители в определени градове или райони и унищожаване на ферми и посеви. Терорът му достига своя връх на 21 октомври 1896 г., когато нарежда на всички жители на провинцията и техния добитък да се съберат в рамките на осем дни в различни укрепени райони и градове, окупирани от неговите войски.
Стотици хиляди хора трябва да напуснат домовете си и са подложени на ужасяващи и нечовешки условия в претъпканите малки и големи градове. Използвайки различни източници, Тоне изчислява, че 155 000 до 170 000 цивилни са загинали, близо 10% от населението.
По това време Испания също трябва да се бори с нарастващото движение за независимост на Филипините. Тези две войни натоварват икономиката на испанците. През 1896 г. Испания отхвърля тайните предложения на Съединените щати да купят Куба.
Масео е убит на 7 декември 1896 г. в провинция Хавана, докато се връща от запад. Основната пречка за успеха на Куба са доставките на оръжие. Въпреки че оръжия и средства са изпратени от кубински изгнаници и поддръжници в Съединените щати, доставката нарушава американските закони. От 71 мисии за снабдяване, само 27 достигат, 5 са спрени от испанците, а 33 от бреговата охрана на САЩ.
През 1897 г. освободителната армия поддържа привилегирована позиция в Камагуей и Ориенте, където испанците контролират само няколко града. Лидерът на испанските либерали Пракседес Матео Сагаста признава през май 1897 г.: „След като изпратихме 200 000 мъже и проляхме толкова много кръв, ние не притежаваме повече земя на острова от тази, върху която стъпват нашите войници“. Бунтовническите сили от 3 000 души побеждават испанците в различни сблъсъци, като кампанията Ла Реформа и принуждават на 30 август да се предаде Лас Тунас, който е охраняван от над 1 000 добре въоръжени и добре снабдени войници.
Както е посочено в „Конституцията на Химагуай“ две години по-рано, второто Учредително събрание се събира в Ла Яя, Камагуей на 10 октомври 1897 г. Новоприетата конституция предвижда военното командване да бъде подчинено на цивилното управление. Правителството е потвърдено като Бартоломе Масо е избран за президент и Доминго Мендес Капоте за вицепрезидент.
Мадрид решава да промени политиката си към Куба и сменя Вайлер. Той също така изготвя колониална конституция за Куба и Пуерто Рико и установява ново правителство в Хавана. Но с половината страна извън контрола си, а другата с оръжие колониалното правителство е безсилно и тези промени са отхвърлени от революционерите.

## Инцидент с американския кораб „Мейн“
Кубинската борба за независимост пленява американското въображение от години. Някои вестници агитират за намеса на САЩ, особено поради големите финансови инвестиции и пишат сензационни истории за испански зверства срещу местното кубинско население, които са преувеличени за целите на пропагандата.
Такова отразяване продължава, след като Испания смени Вайлер и променя политиката си. Американското обществено мнение е в полза на намесата от името на кубинците.
През януари 1898 г. в Хавана избухва бунт на кубинско-испански лоялисти срещу новото автономно правителство. Те унищожават печатните преси на четири местни вестника, които публикуват статии, критикуващи зверствата на испанската армия. Генералният консул на САЩ изпраща във Вашингтон опасения за живота на американците живеещи в Хавана. В отговор бойният кораб „Мейн“ (USS „Maine“) е изпратен в Хавана през последната седмица на януари. На 15 февруари 1898 г. корабът е разтърсен от експлозия, която убива 260 души от екипажа и корабът потъва в пристанището. По това време военен съвет за разследване решава, че „Мейн“ е експлодирал поради детонация на мина под корпуса. Въпреки това по-късните разследвания доказват, че вероятно е било нещо вътре в кораба, въпреки че причината за експлозията не е ясно установена и до днес.
В опит да успокои САЩ, колониалното правителство предприема две стъпки в отговор на искане от президента Уилям Маккинли: прекратява принудителното изселване на жители от домовете им и предлага преговори с борците за независимост. Но примирието е отхвърлено от революционерите.

## Испанско-американска война
Потъването на USS „Maine“ предизвиква вълна от обществено възмущение в Съединените щати. Собственици на вестници като Уилям Р. Хърст стигнат до извода, че испанските служители в Куба са виновни и разгласят широко конспирацията. Реално погледнато Испания няма интерес да въвлече САЩ в конфликта. Жълтата журналистика подхранва американския гняв като публикува "зверствата", извършени от Испания в Куба. Фредерик Ремингтън, нает от Хърст да илюстрира за неговия вестник го информира, че условията в Куба не са достатъчно лоши за да оправдаят военни действия. Твърди се, че Хърст му отговоря: „Ти се занимаваш с рисунките, а аз ще се занимавам с войната“. Президентът Маккинли, председателят на Камарата на представителите Томас Бракет Рийд и бизнес общността се противопоставят на нарастващото обществено искане за война, което е разгорещено от жълтата журналистика.
Решаващото събитие вероятно е речта на сенатор Редфийлд Проктър, произнесена на 17 март 1898 г. анализираща ситуацията и заключава, че войната е единственият отговор. Бизнесът и религиозните общности също са на това мнение, оставяйки Маккинли и Рийд почти сами в противопоставянето им на войната. „Изправени пред оживено, готово за война население и цялото редакционно насърчение, което двамата конкуренти можеха да съберат, Съединените щати се възползваха от възможността да се включат и да покажат новия си флот с парно задвижване.“
На 11 април Маккинли иска от Конгреса разрешение да изпрати американски войски в Куба за да сложи край на гражданската война там. На 19 април Конгресът приема съвместни резолюции (с гласуване от 311 срещу 6 в Камарата на представителите и 42 срещу 35 в Сената), подкрепящи кубинската независимост и отхвърлящи всяко намерение за анексиране на Куба, изисквайки оттеглянето на Испания и упълномощавайки президента да използва толкова военна сила, колкото смята за необходима, за да помогне на кубинските патриоти да получат независимост от Испания. Това е прието с резолюция на Конгреса и включва поправката на Телър, кръстена на сенатора от Колорадо Хенри Мур Телър, която е приета единодушно, постановявайки, че „остров Куба е и по право трябва да бъде свободен и независим“. Поправката отхвърля всяко намерение на САЩ да имат юрисдикция или контрол над Куба по причини, различни от умиротворяването. Изменението прокарано в последния момент от антиимпериалистите в Сената, не споменава нито Филипините, Гуам, нито Пуерто Рико. Конгресът обявява война на Испания на 25 април.
Бойните действия започват часове след обявяването на войната, когато контингент от кораби на ВМС на САЩ под командването на адмирал Уилям Сампсън блокира няколко кубински пристанища. Американците решават да нахлуят в Куба и да започнат от Ориенте, където кубинците имат почти абсолютен контрол. Те си сътрудничат, като създават плацдарм и защитават десанта на САЩ в Дайкири. Първата цел на САЩ е да превземат град Сантяго де Куба за да унищожат армията на Линарес и флота на Сервера. За да стигнат до Сантяго, американците трябва да преминат през концентрирана испанска защита в хълмовете Сан Хуан и малък град в Ел Каней. Между 22 и 24 юни 1898 г. американците дебаркират под командването на генерал Уилям Шафтър в Дайкири и Сибони, източно от Сантяго и установяват своя база.
Пристанището на Сантяго става основна цел на военноморските операции. Флотът на САЩ, атакуващ Сантяго се нуждае от подслон от летния сезон на ураганите, поради което близкият залив Гуантанамо с отличното си пристанище е избран за тази цел и атакуван на 6 юни (нахлуване в залива Гуантанамо). Битката при Сантяго де Куба на 3 юли 1898 г. е най-голямото военноморско сражение по време на Испанско-американската война, което води до унищожаването на испанската карибска ескадра (Flota de Ultramar).
Съпротивата в Сантяго се консолидира около Форт Каноса. През цялото време големи битки между испанци и американци се провеждат при Лас Гуасимас на 24 юни, Ел Каней и хълма Сан Хуан на 1 юли 1898 г. извън Сантяго. след което американското настъпление спира. Испанските войски успешно защитават Форт Каноса, което им позволява да стабилизират линията си и да блокират влизането в Сантяго. Американците и кубинците започват кървава обсада на града, който се предава на 16 юли след поражението на испанската карибска ескадра. Така Ориенте е под контрола на американците, но американският генерал Нелсън Майлс не позволява на кубинските войски да влязат в Сантяго, твърдейки, че иска да предотврати сблъсъци между кубинци и испанци. Така кубинският генерал Каликсто Гарсия, ръководител на силите в Източния департамент, нарежда на войските си да държат съответните си райони. Той се оттегля от командването, тъй като не му разрешават да влезе в Сантяго, като написва протестно писмо до генерал Шафтър.

## Мир
След като губи Филипините и Пуерто Рико, които също са нападнати от Съединените щати и без надежда да задържи Куба, Испания избира мир на 17 юли 1898 г. На 12 август Съединените щати и Испания подписват протокол за мир, в който Испания се съгласява да се откаже от всички претенции за суверенитет над Куба. На 10 декември 1898 г. Съединените щати и Испания подписват Парижкия договор, който изисква официалното признаване на кубинската независимост от Испания.
Въпреки че кубинците участват в усилията за освобождение, Съединените щати попречват на Куба да участва в мирните преговори в Париж и подписването на договора. Договорът не определя срок за американска окупация и остров Хувентуд не попада в границите на Куба. Договорът официално предоставя независимост на Куба, но американският генерал Уилям Шафтър отказва на кубинския генерал Каликсто Гарсия и неговите революционери да участват в церемониите по предаването на Сантяго де Куба.